# Avanti Communications
Avanti Communications Group plc es una empresa pionera en la aplicación de la tecnología satelital banda Ka en Europa. 
El primer satélite de Avanti, HYLAS 1, lanzado en el 26 de noviembre de 2010 dando cobertura de doble vía en toda Europa.
HYLAS 2 lanzado el 2 de agosto de 2012, extendió la cobertura a África y Oriente Medio.
HYLAS 3 se lanzará en partenariado con ESA en 2015. Proporcionará mayor capacidad a la cobertura existente.
El equipamiento de usuario  para el servicio de conexión a Internet está basado en tecnología Hughes (Plataforma HN: Módem satelital HN9260 y un transceptor de banda Ka de 1W).

## Distribuidores
En España lo distribuyen:
- Banda Ampla[4]
- Intermax[5]
- Novasoft[6]
- Quantis[7]